# Représentations diplomatiques du Nicaragua
Ceci est une liste des représentations diplomatiques du Nicaragua, à l'exclusion des consulats honoraires.

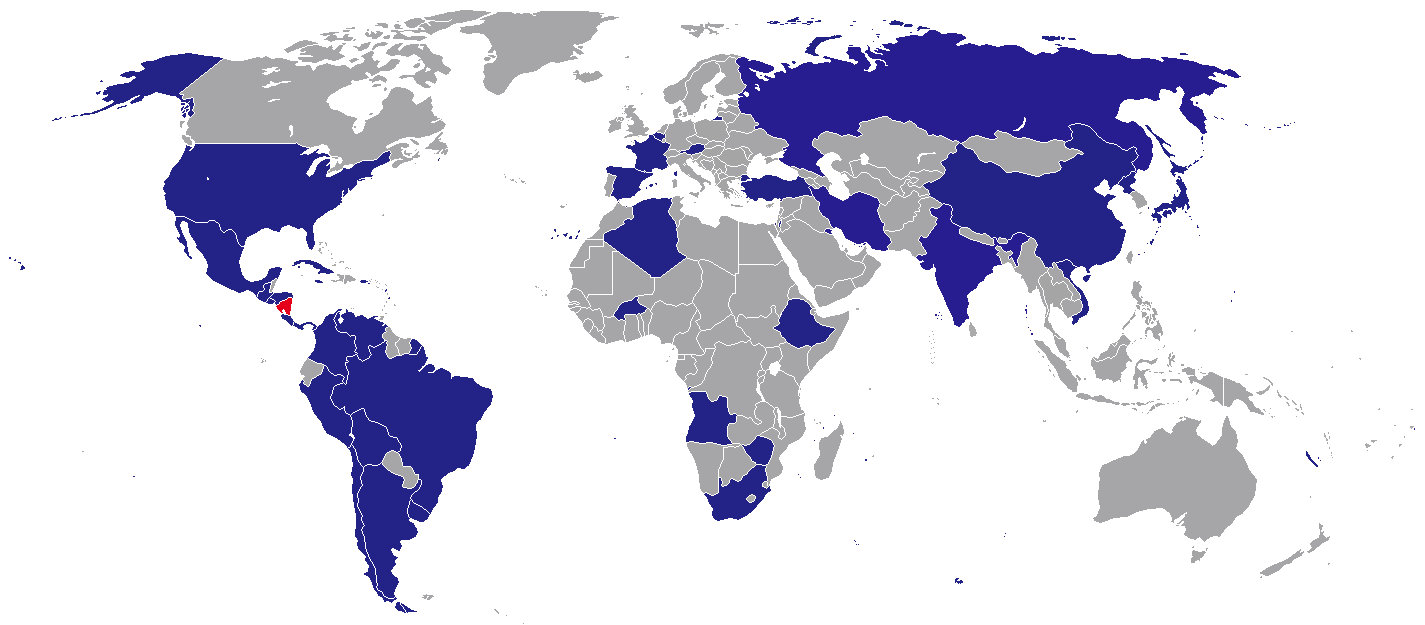
Carte des représentations diplomatiques nicaraguayennes.

## Afrique
| Pays hôte      | Ville hôte  | Représentation |
| -------------- | ----------- | -------------- |
| Afrique du Sud | Pretoria    | Ambassade      |
| Algérie        | Alger       | Ambassade      |
| Angola         | Luanda      | Ambassade      |
| Burkina Faso   | Ouagadougou | Ambassade      |
| Éthiopie       | Addis-Abeba | Ambassade      |
| Zimbabwe       | Harare      | Ambassade      |

## Amérique
| Pays hôte              | Ville hôte     | Représentation   |
| ---------------------- | -------------- | ---------------- |
| Argentine              | Buenos Aires   | Ambassade        |
| Bolivie                | La Paz         | Ambassade        |
| Brésil                 | Brasília       | Ambassade        |
| Chili                  | Santiago       | Ambassade        |
| Colombie               | Bogotá         | Ambassade        |
| Costa Rica             | San José       | Ambassade        |
| Cuba                   | La Havane      | Ambassade        |
| États-Unis             | Washington     | Ambassade (en)   |
| États-Unis             | Miami          | Consulat général |
| États-Unis             | New York       | Consulat général |
| Honduras               | Tegucigalpa    | Ambassade        |
| Jamaïque               | Kingston       | Ambassade        |
| Mexique                | Mexico         | Ambassade        |
| Panama                 | Panama         | Ambassade        |
| Pérou                  | Lima           | Ambassade        |
| République dominicaine | Saint-Domingue | Ambassade        |
| Salvador               | San Salvador   | Ambassade        |
| Uruguay                | Montevideo     | Ambassade        |
| Venezuela              | Caracas        | Ambassade        |

## Asie
| Pays hôte     | Ville hôte | Représentation |
| ------------- | ---------- | -------------- |
| Chine         | Pékin      | Ambassade      |
| Corée du Nord | Pyongyang  | Ambassade      |
| Iran          | Téhéran    | Ambassade      |
| Japon         | Tokyo      | Ambassade      |
| Koweït        | Koweït     | Ambassade      |
| Palestine     | Ramallah   | Ambassade      |
| Turquie       | Ankara     | Ambassade      |
| Viêt Nam      | Hanoï      | Ambassade      |

## Europe
| Pays hôte | Ville hôte | Représentation |
| --------- | ---------- | -------------- |
| Autriche  | Vienne     | Ambassade      |
| Belgique  | Bruxelles  | Ambassade      |
| Espagne   | Madrid     | Ambassade      |
| France    | Paris      | Ambassade      |
| Italie    | Rome       | Ambassade      |
| Russie    | Moscou     | Ambassade      |
| Suisse    | Genève     | Ambassade      |

## Organisations internationales
| Organisation                      | Ville      | Représentation     |
| --------------------------------- | ---------- | ------------------ |
| Nations unies                     | Genève     | Mission permanente |
| Nations unies                     | New York   | Mission permanente |
| Organisation des États américains | Washington | Mission permanente |
| Union européenne                  | Bruxelles  | Mission permanente |

## Galerie

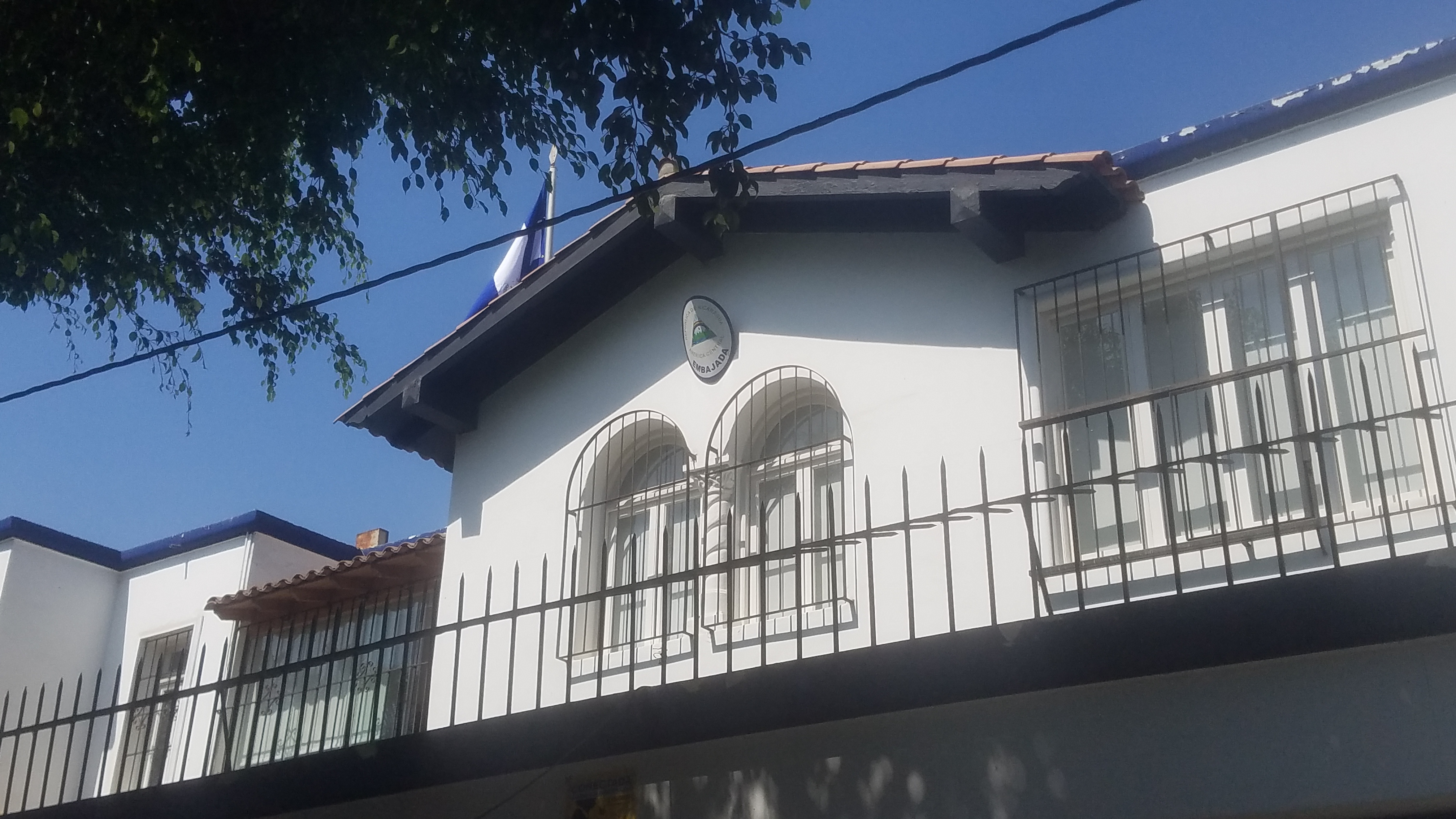
Ambassade à Lima.
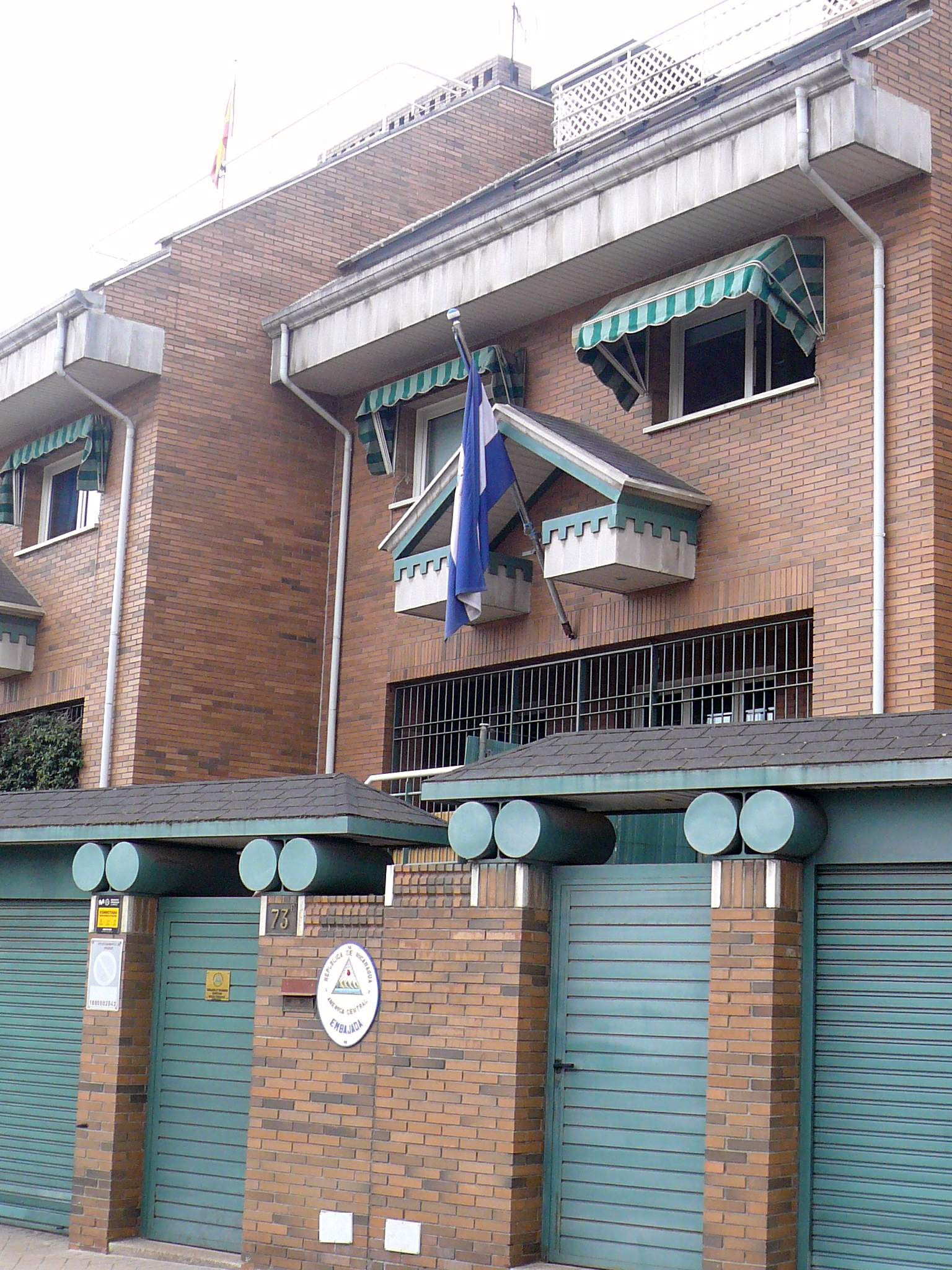
Ambassade à Madrid.
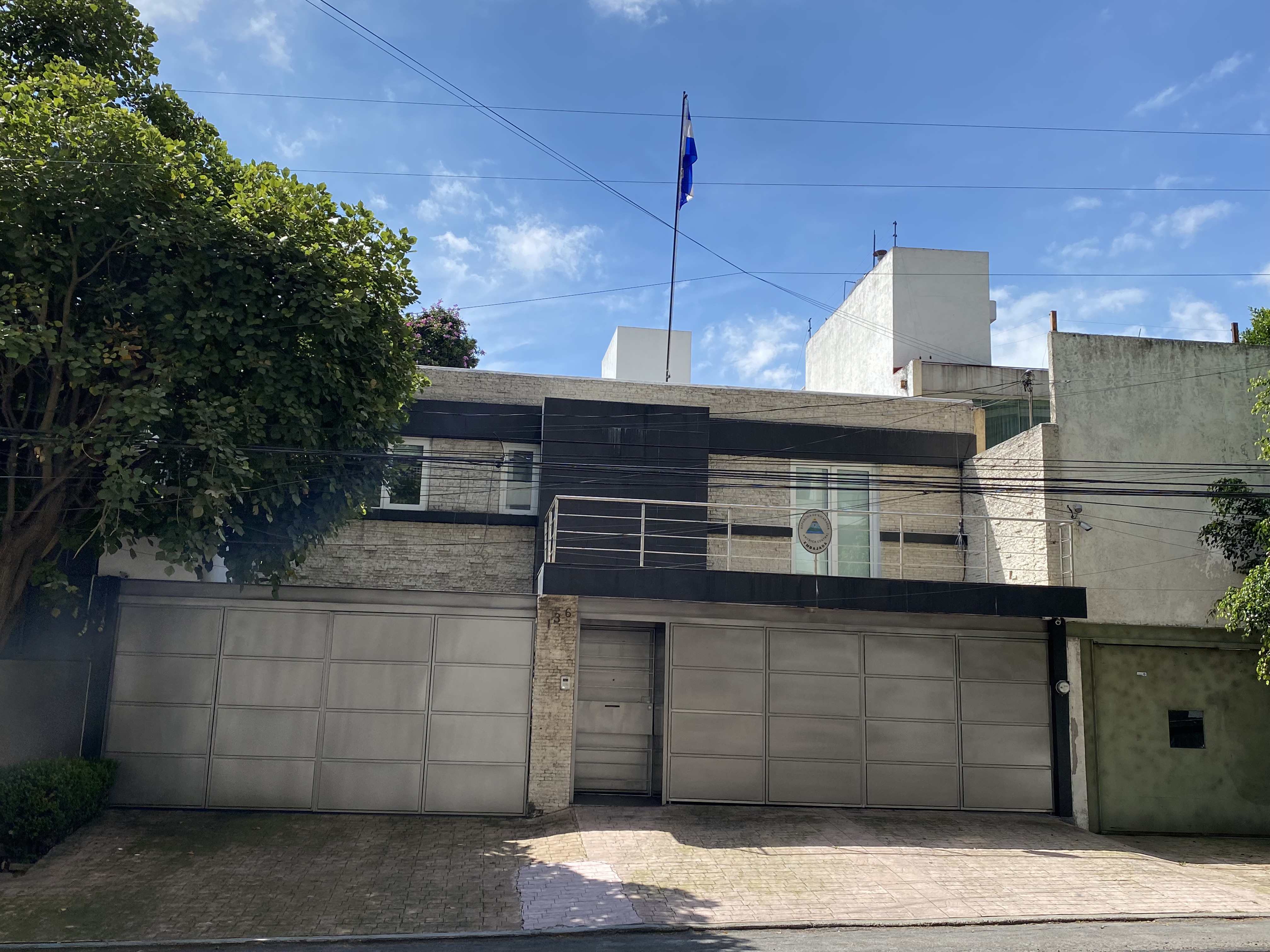
Ambassade à Mexico.
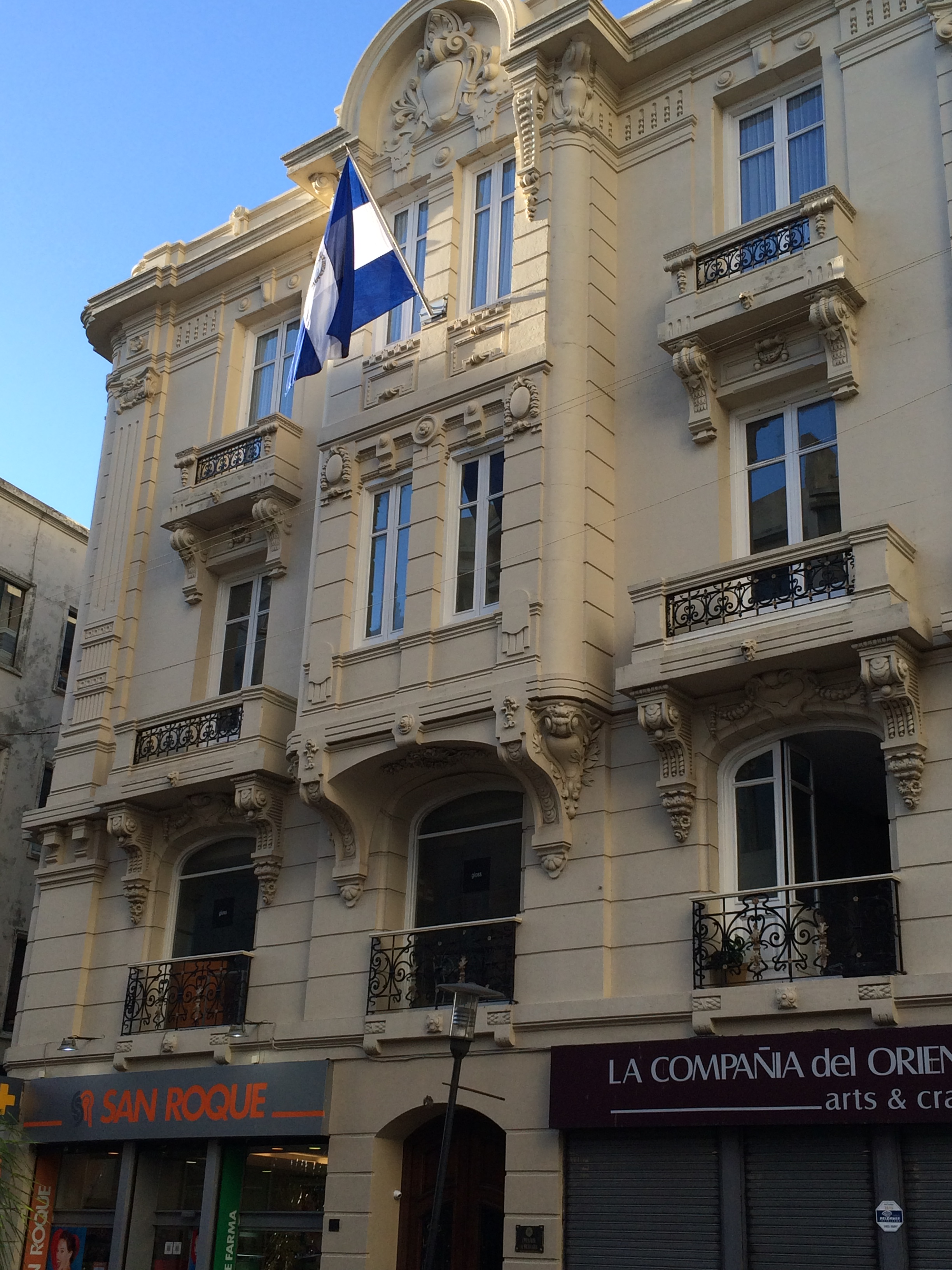
Ambassade à Montevideo
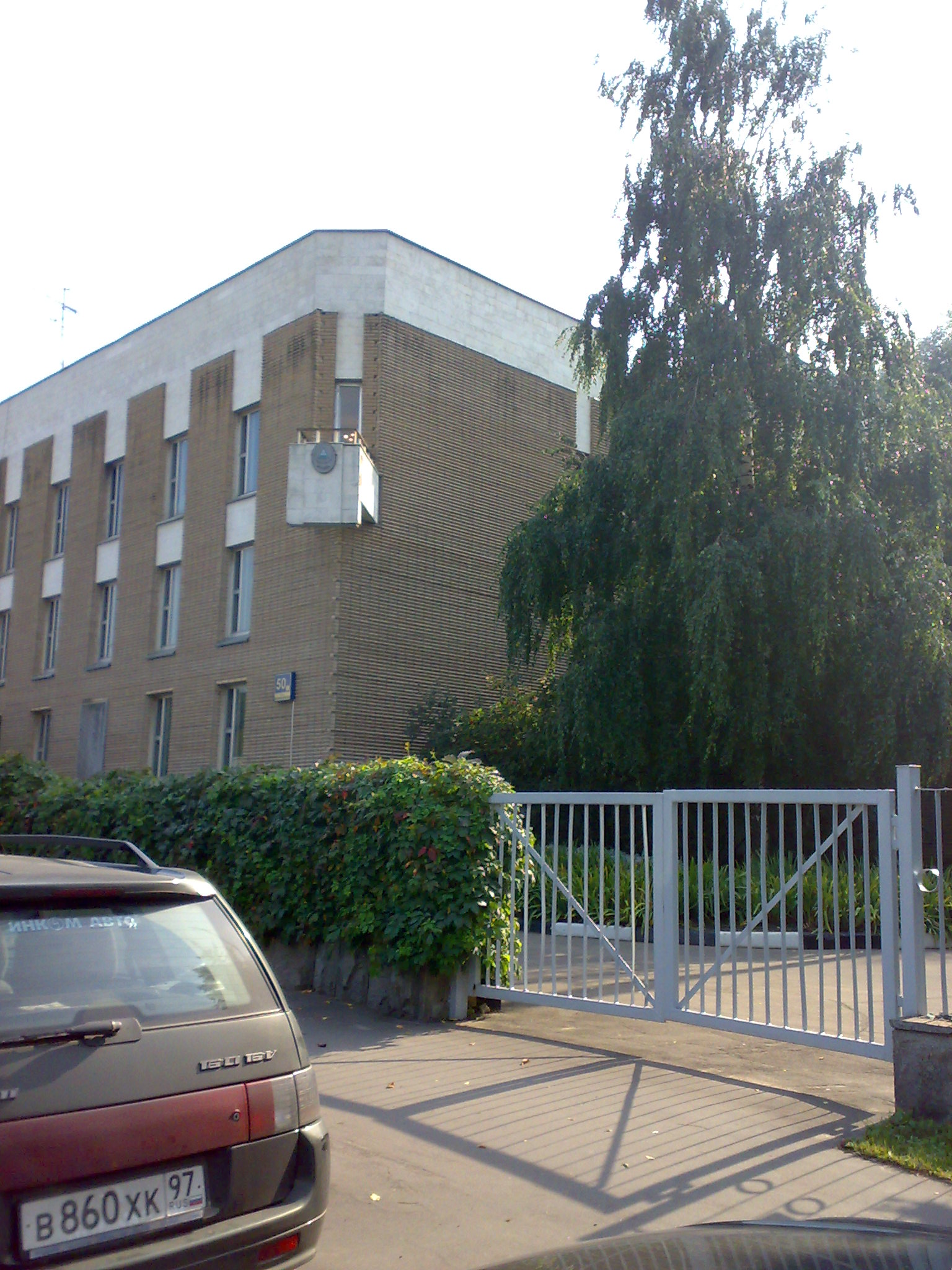
Ambassade à Moscou.
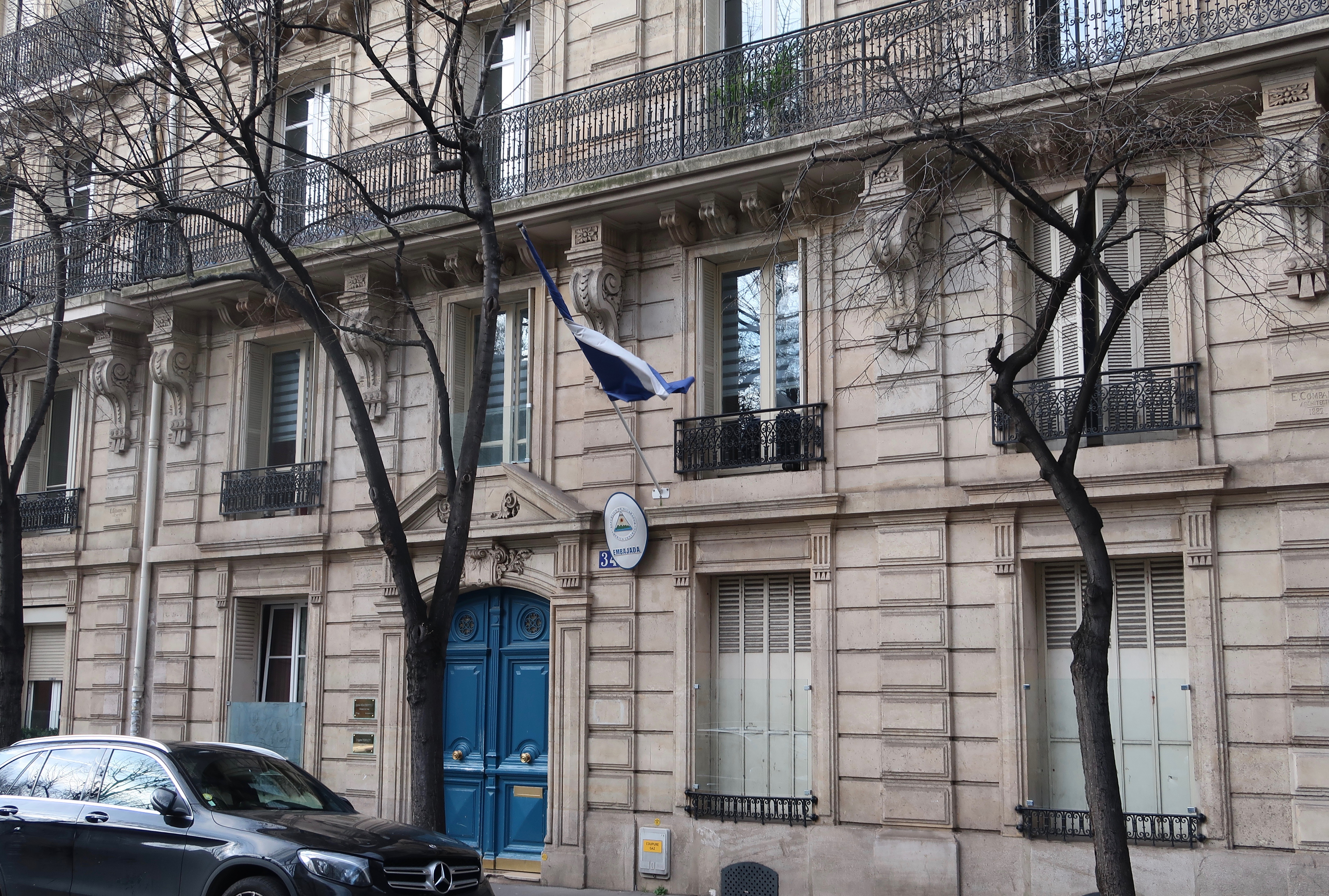
Ambassade à Paris.
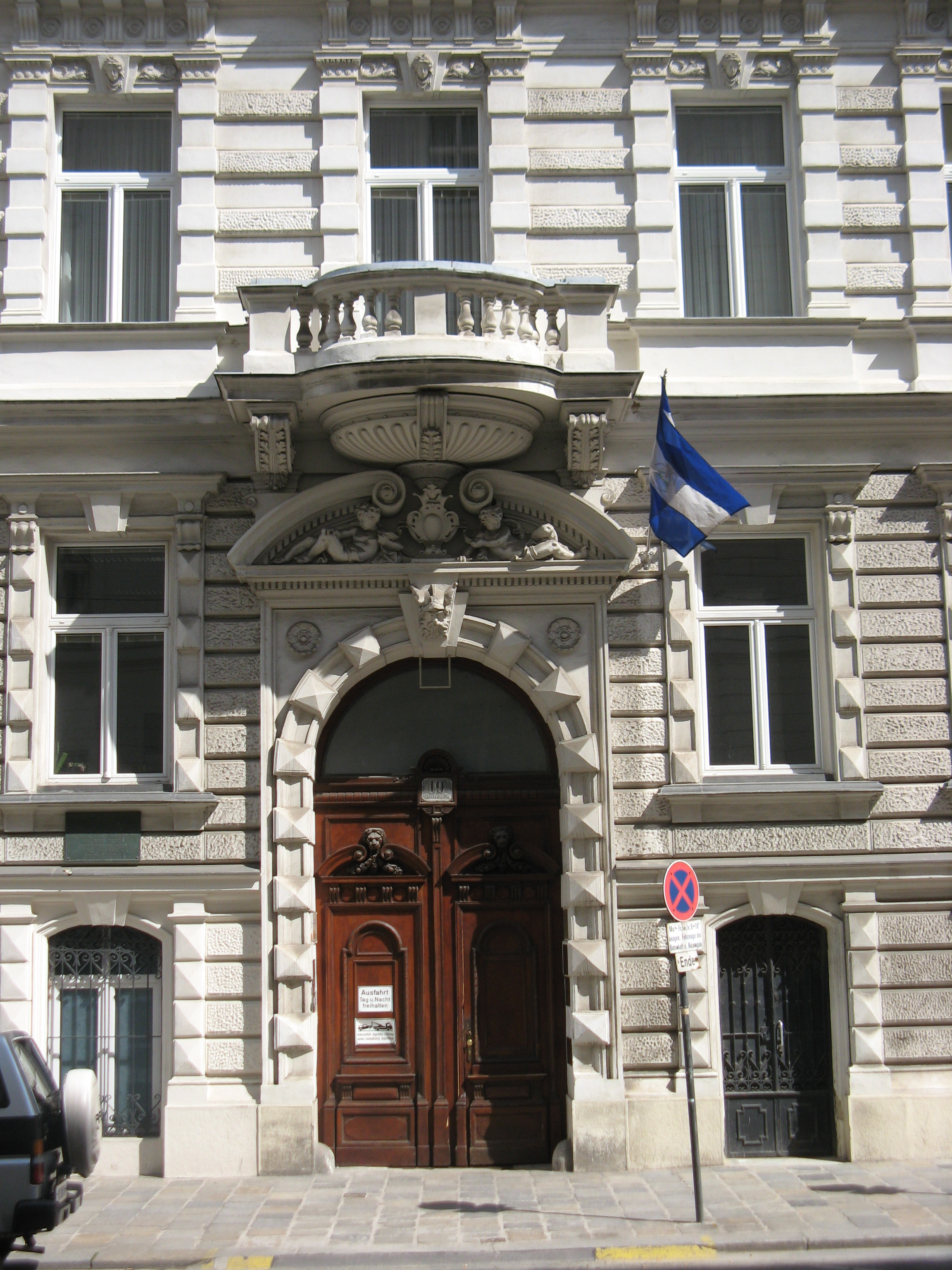
Ambassade à Vienne.
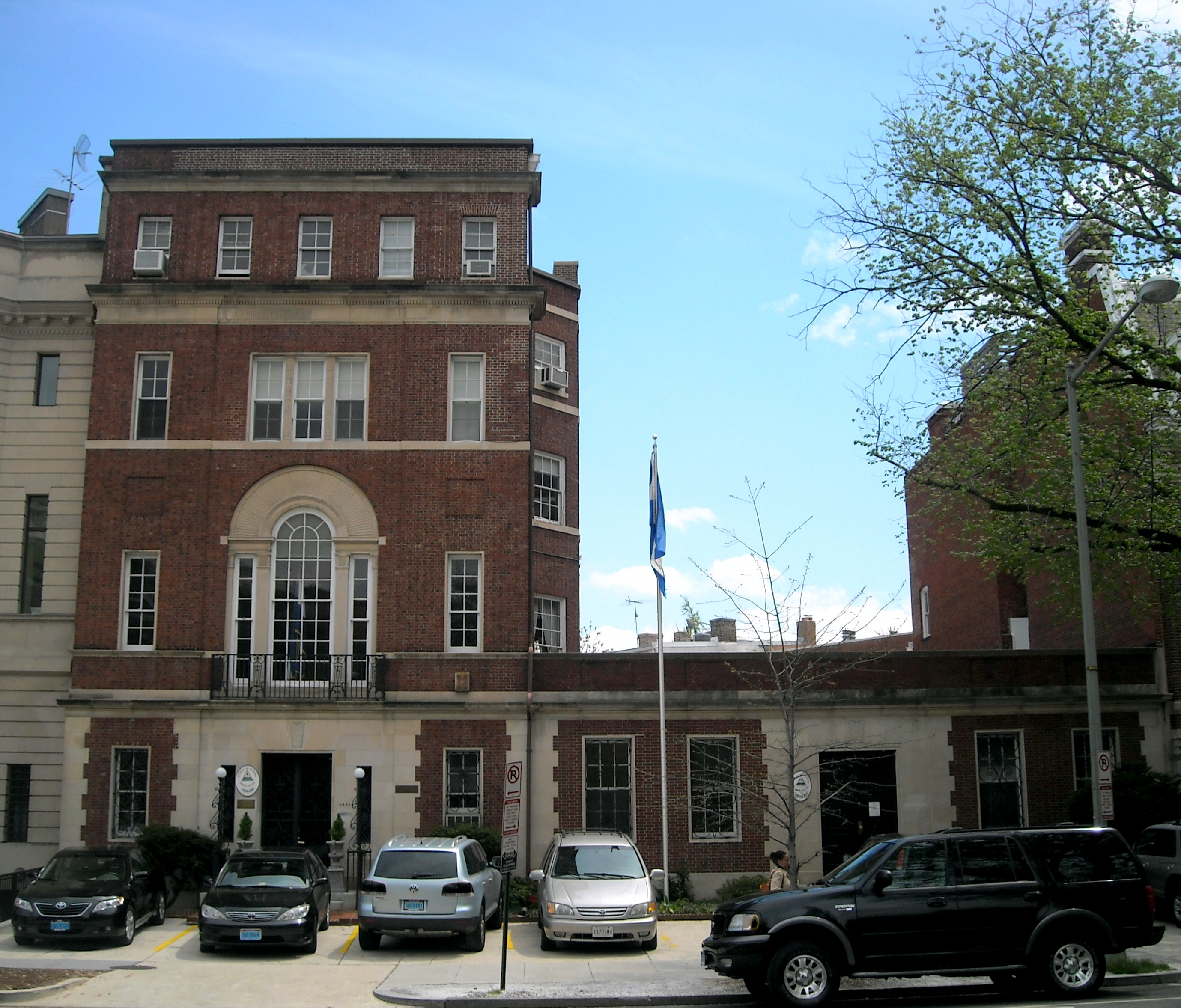
Ambassade à Washington.

## Représentations fermées
- Allemagne
  - Berlin (ambassade) - fermée en 2024
- Belize
  - Belmopan (ambassade) - fermée en 2021
- Canada
  - Ottawa (ambassade) - fermée en 2024
- Équateur
  - Quito (ambassade) - fermée en 2024
- Inde
  - New Delhi (ambassade) - fermée en 2022
- Guatemala
  - Guatemala (ambassade) - fermée en 2024
- Mexique
  - Tapachula (consulat général) - fermée en 2024
- Royaume-Uni
  - Londres (ambassade) - fermée en 2024
- Sénégal
  - Dakar (ambassade) - fermée en 2021
- Taïwan
  - Taipei (ambassade) - fermée en 2021